# Samuel Wyatt
Samuel Wyatt (8 septembre 1737, Weeford, 8 février 1807, Londres) est un architecte et ingénieur anglais. Membre de la famille Wyatt, qui comprend plusieurs architectes anglais notables des XVIIIe et XIXe siècles, son travail est principalement de style néoclassique.

## Carrière

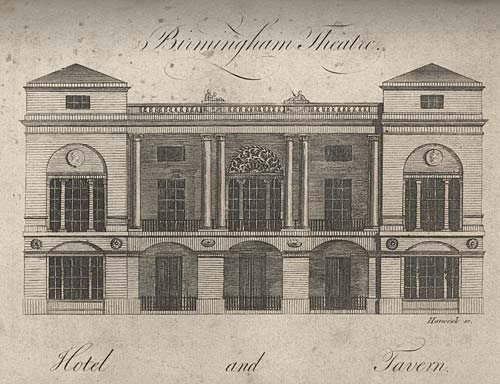
Le Théâtre Royal de Birmingham en 1780

Dans la vingtaine, Wyatt est maître charpentier et plus tard commis des travaux de Robert Adam à Kedleston Hall dans le Derbyshire, qui est un point de repère dans l'architecture néoclassique anglaise. Il travaille ensuite avec son frère James Wyatt au Panthéon d'Oxford Street, à Londres. Il conçoit des maisons de campagne néoclassiques telles que Tatton Hall dans le Cheshire, Trinity House à Londres et Digswell House dans le Hertfordshire.
La carrière de Wyatt est diversifiée. Il conçoit l'Albion Mills à Londres, qui est le premier au monde à être propulsé par des moteurs à vapeur, et des conceptions brevetées pour les ponts en fonte. Il conçoit des bâtiments de ferme modèles, des chalets et plusieurs phares, dont ceux de Dungeness, Longships et Flamborough Head.
Entre 1784 et 1807, Samuel travaille comme architecte du domaine Holkham Hall, il conçoit plusieurs fermes, « The Great Barn » ainsi que le nouveau potager avec ses serres, dont « The Vinery ». Il utilise un style néo-classique simplifié pour ces bâtiments.
En 1791, Samuel est embauché par le révérend Edward Hughes pour concevoir et construire une première version de Kinmel Hall à Abergele, au Pays de Galles, qu'il achève en 1802 et qui est appelée Wyatt Kinmel.
Samuel Wyatt développé une amitié avec Matthew Boulton, pour qui il conçoit Soho House dans le Handsworth Staffordshire (aujourd'hui Birmingham) en 1789. Avant cela, Boulton le recommande aux propriétaires du Théâtre Royal sur New Street, Birmingham en 1777, et en 1780, un portique de colonnes ioniques couplées entre des ailes cintrées est ajouté à l'avant du théâtre sur un dessin de Wyatt. On pense également qu'il est recommandé par Boulton à James Watt, pour qui Wyatt conçoit Heathfield Hall à Handsworth. Celle-ci est achevée en 1790. Il est également responsable du travail à Moseley Hall (en) dans le quartier Moseley de Birmingham.
Avec Charles Heathcote Tatham (en), il conçoit également Dropmore House (en) dans le Buckinghamshire, qui est construite dans les années 1790 pour le premier ministre de l'époque, George Grenville . Au tournant du XIXe siècle, il remodèle et agrandit Shugborough Hall pour le vicomte Anson.

## Galerie d'œuvres architecturales

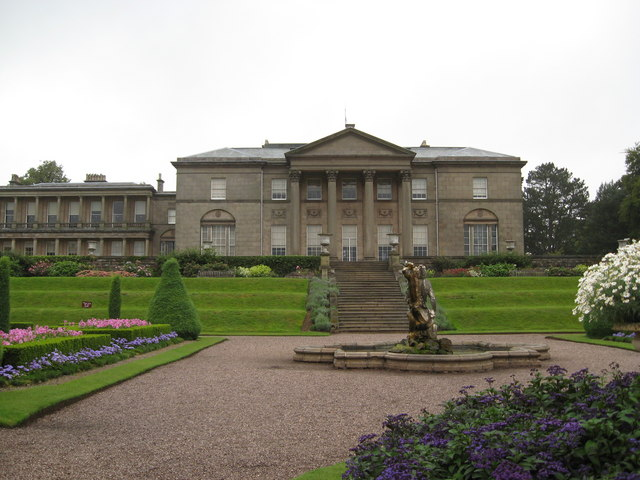
Tatton Hall, Cheshire
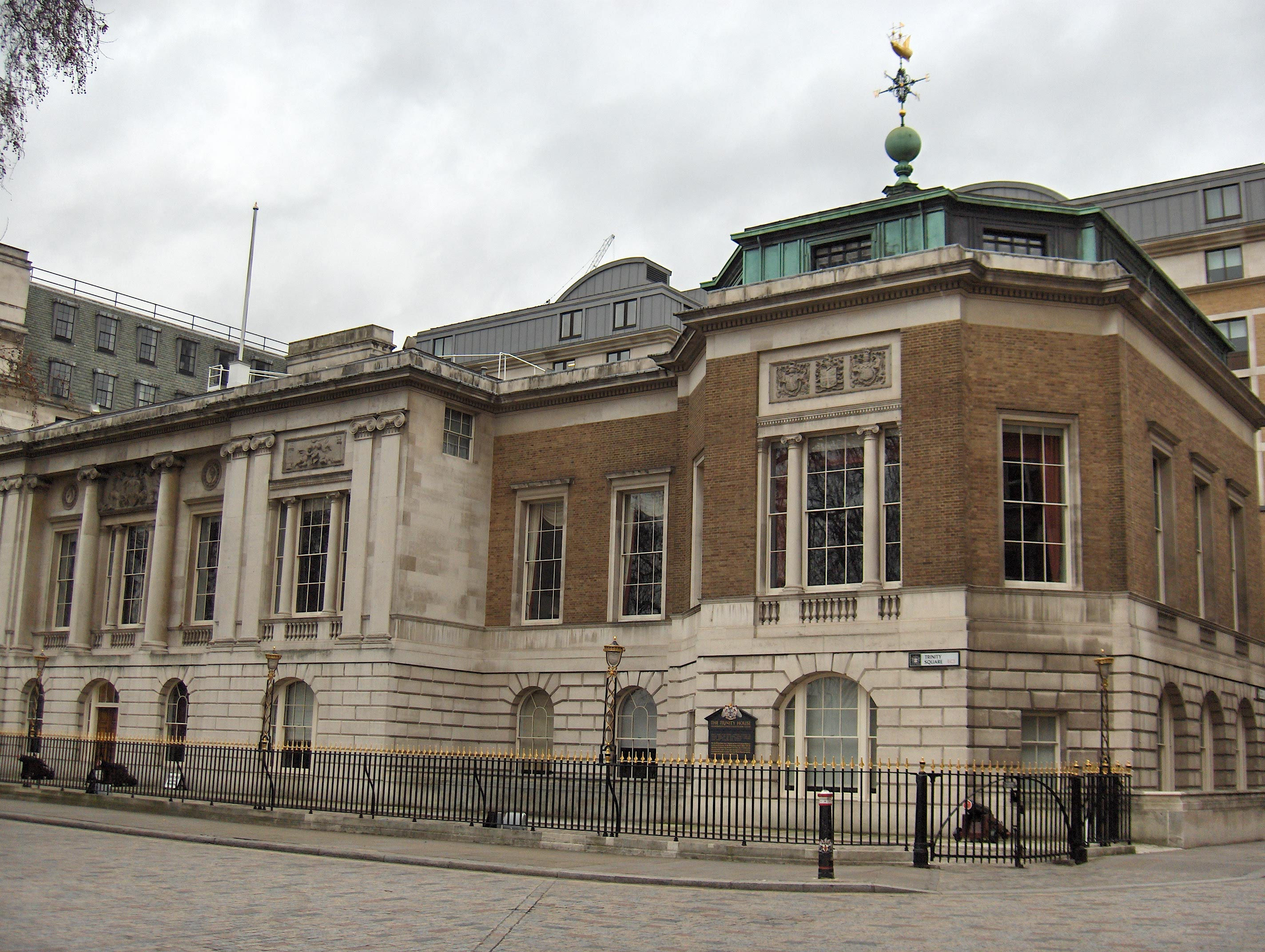
Trinity House, Londres (le travail de Samuel est en pierre sur la gauche)
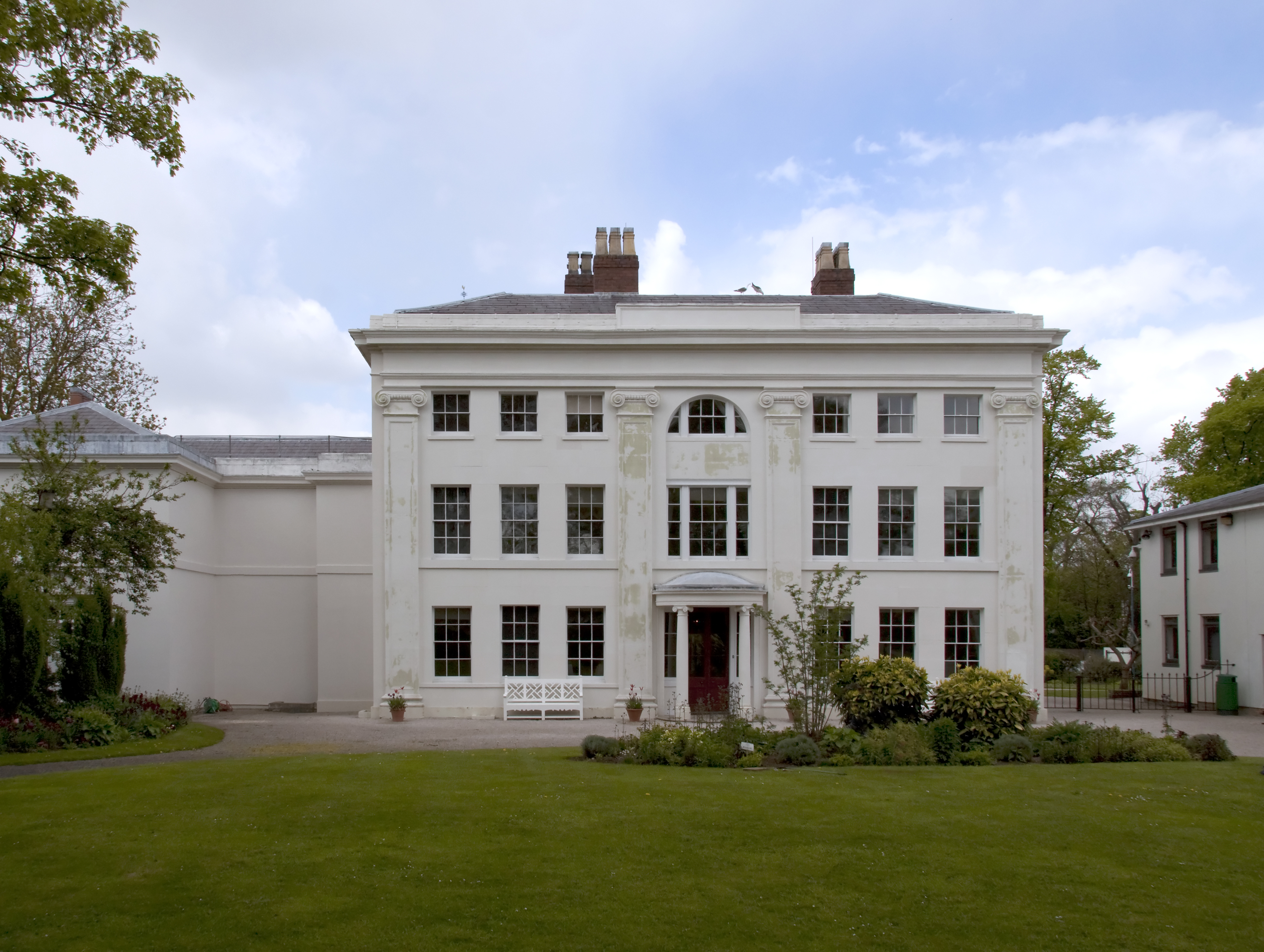
Soho House, Staffordshire
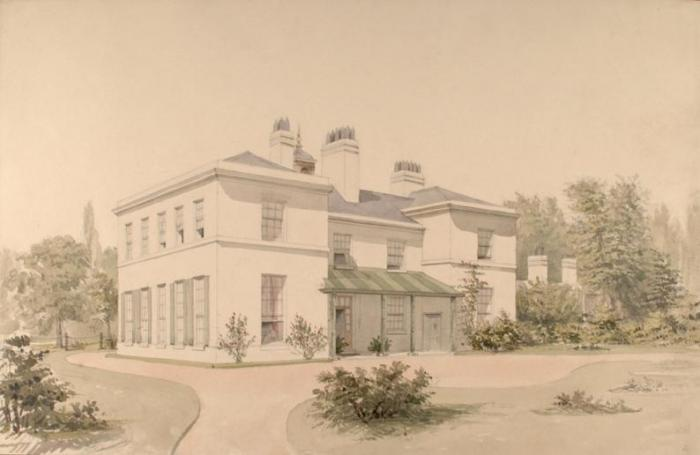
Heathfield Hall - 1835 peinture d'Allen Edward Everitt
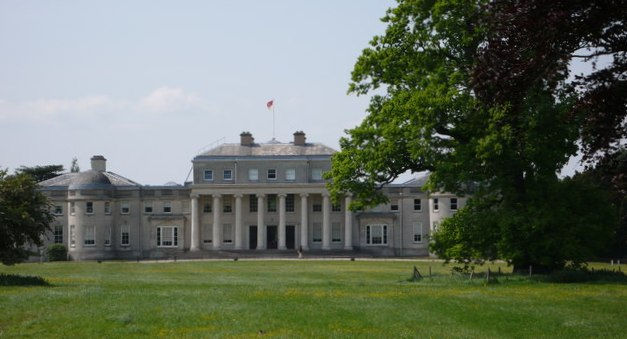
Shugborough Hall, Staffordshire
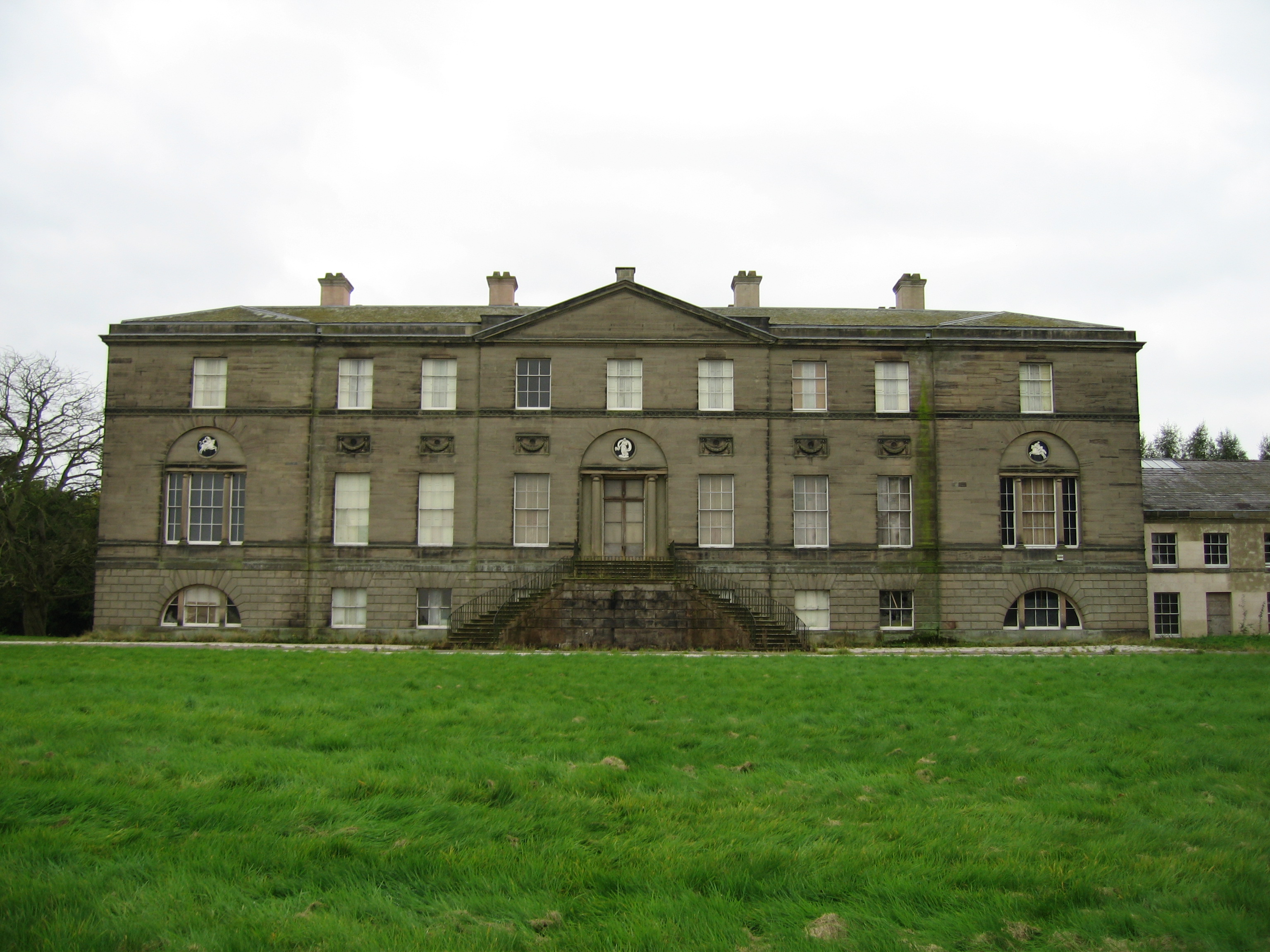
Doddington Hall, Cheshire
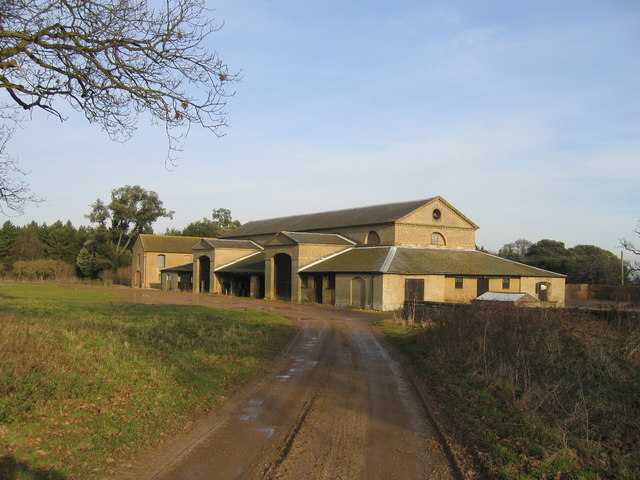
La grande grange, Holkham estate, Norfolk
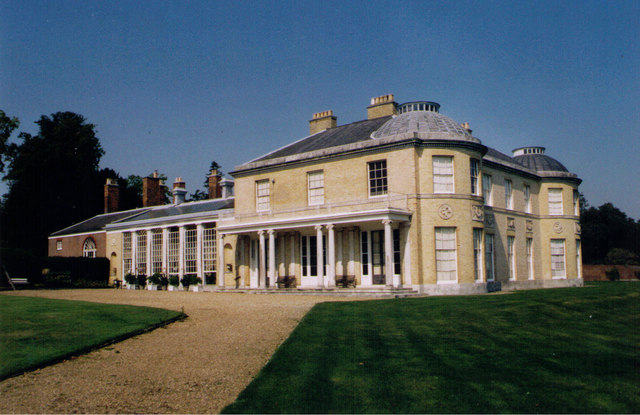
Belmont House, Throwley, Kent, construit de 1789 à 1793 pour le colonel John Montresor
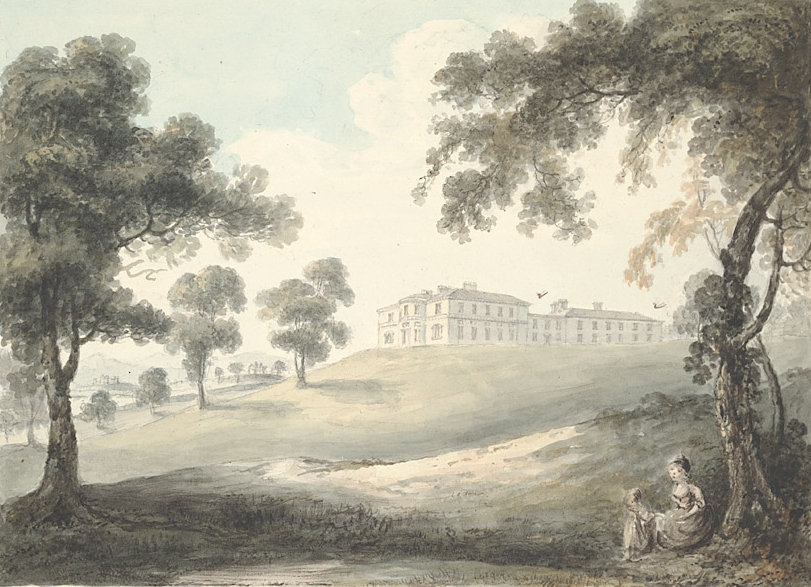
Kinmel Hall, Abergele
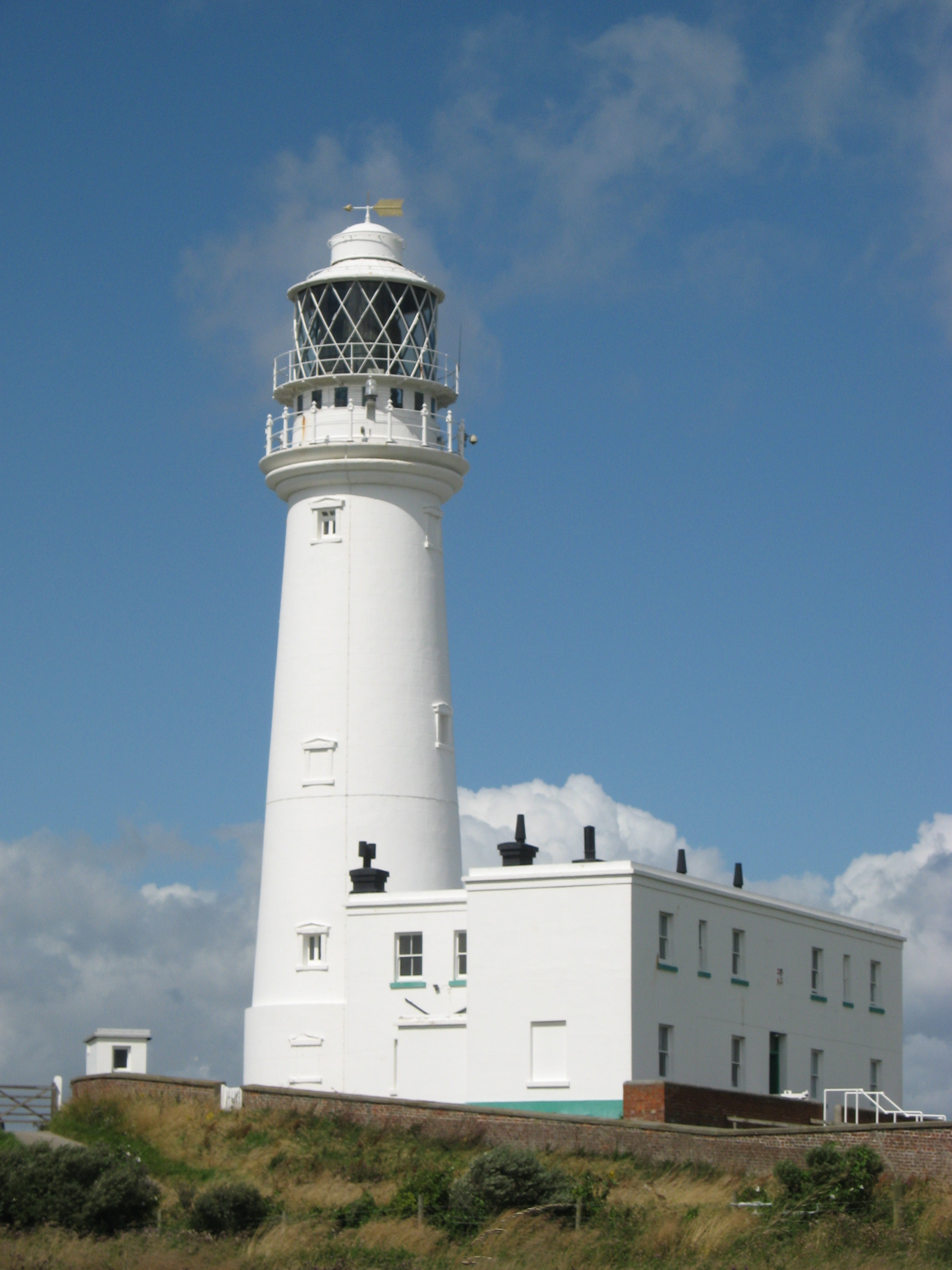
Phare de Flamborough Head, Yorkshire